# 薩克森-科堡-哥達的路德維希·奧古斯特王子
路德維希·奧古斯特（德語：Ludwig August，1845年8月8日—1907年9月14日），巴西皇帝佩德羅二世的女婿，出身自德國薩克森-科堡-哥達王朝。

## 家庭
1864年，路德維希·奧古斯特與巴西的利奧波丁娜公主結婚，兩人共有四個兒子：
- 彼得·奧古斯特（1866年—1934年）
- 奧古斯特·利奧波德（英语：Prince August Leopold of Saxe-Coburg and Gotha）（1867年—1922年）
- 約瑟夫·斐迪南（英语：Prince Joseph Ferdinand of Saxe-Coburg and Gotha）（1869年—1888年），早逝
- 路德維希·加斯頓（英语：Prince Ludwig Gaston of Saxe-Coburg and Gotha）（1870年—1942年）